# Лутерштат Витенберг
Лутерштат Витенберг (њем. Lutherstadt Wittenberg) општина је у њемачкој савезној држави Саксонија-Анхалт. Једно је од 39 општинских средишта округа Витенберг. Посједује регионалну шифру (AGS) 15091375, NUTS (DEE0E) и LOCODE (DE WTG) код.

## Географски и демографски подаци
Општина се налази на надморској висини од 75 метара. Површина општине износи 240,3 km². У самом мјесту је, према процјени из 2010. године, живјело 50.408 становника. Просјечна густина становништва износи 210 становника/km².

## Међународна сарадња
| Мјесто     | Држава      | Врста сарадње | Од    |
| ---------- | ----------- | ------------- | ----- |
| Могиљев    | Бјелорусија | пријатељство  | 1993. |
| Бекешчаба  | Мађарска    | партнерство   | 1999. |
| Спрингфилд | САД         | партнерство   | 1995. |
| Хадерслев  | Данска      | партнерство   | 2004. |
| Извор      |             |               |       |